# Râul Valea Fântânii, Nădrag
Râul Valea Fântânii este un curs de apă afluent al râului Valea Cornetului

## Hărți
- Harta munții Poiana Rusca  Arhivat în 12 martie 2010, la Wayback Machine.
- Harta județul Timiș